# Bloemhof
La città di Bloemhof è una cittadina agricola situata sulle sponde del fiume Vaal nella provincia del North West del Sudafrica.
Fu fondata nel 1864 dai cercatori di diamanti. La città si sviluppò attorno alla fattoria di John Barclay il quale sopravvisse al naufragio della nave HMS Birkenhead nel 1852. Il posto poi fu rinominato con il nome di Bloemhof (corte dei fiori) per via dei grandiosi giardini curati dalla figlia di Barclay. Vicino alla città si trova il parco naturale della Bloemhof Dam Nature Reserve situato vicino alla Diga di Bloemhof.